# Waßmannsmühle
Die Waßmannsmühle (früher auch Schammendorfer Papiermühle oder Untere Papiermühle) ist eine ehemalige Papier- und spätere Getreidemühle im Weismainer Stadtgebiet, etwa zwei Kilometer südlich von Schammendorf, am Anfang des Kleinziegenfelder Tals. Sie bildet mit zwölf Einwohnern und drei weiteren Anwesen den Gemeindeteil Waßmannsmühle. Das Mühlgebäude ist als Baudenkmal geschützt und wird vom Bayerischen Landesamt für Denkmalpflege unter der Denkmalnummer D-4-78-176-149 geführt.

## Geschichte

### Frühe Neuzeit – Name
Wann die Waßmannsmühle errichtet wurde, kann nicht mit Bestimmtheit gesagt werden. Aufgrund alter Aufzeichnungen geht man davon aus, dass die Mühle bereits vor 1600 an der Weismain gebaut wurde. Erstmals zweifelsfrei belegt wurde die Mühle als „Papir Mühl“ in einem Dokument aus dem Jahr 1624. Die Bezeichnung „Untere Papiermühle“ tauchte erstmals Anfang des 18. Jahrhunderts auf, als weiter flussaufwärts eine zweite Papiermühle, die Schrepfersmühle im Kleinziegenfelder Tal, errichtet wurde. Im Frühjahr 1786 verstarb der vormalige Mühlenbesitzer, wohl kinderlos, so dass die als Lehen vergebene Mühle wieder an Karl Franz von Schaumberg fiel, der für sie im Mai desselben Jahres mit Zeitungsannoncen einen Käufer suchte. Den Namen Waßmannsmühle erhielt die Mühle 1803, als die traditionsreiche Würzburger Papiermacherfamilie Waßmann durch Einheirat in die Papiermacherfamilie Tempel, der zu dieser Zeit die Mühle gehörte, den Betrieb übernahm.

### 19. Jahrhundert bis heute – Blütezeit und Niedergang
Der Ruf der Mühle, die bis dahin schon überregional für ihr qualitativ sehr hochwertiges Papier bekannt war, erhöhte sich mit der Ernennung des Müllers Waßmann im Sommer 1807 zum Papiermachermeister (papiri confector magister) deutlich. Durch die einsetzende Industrialisierung wurde es für die Waßmannsmühle dennoch zunehmend schwerer, konkurrenzfähig zu bleiben, so dass sie bereits im Jahr 1850 im Konkurs war und wenige Jahre später den Betrieb einstellte.
1930 brannte das Mühlengebäude schräg gegenüber dem noch bestehenden alten Gebäude, das fälschlicherweise oft für die ursprüngliche Waßmannsmühle gehalten wird, vollständig ab. Letzteres war ein ehemaliger Landgasthof, der jetzt als Wohnhaus genutzt wird. Von 1930 bis 1950 verfügte das Haus über ein kleines Mühlrad, mit dem Getreide gemahlen wurde. Mitte der 1950er Jahre wurde es durch eine Turbine ersetzt, die seitdem mit einer Nennleistung von 28 KW der Stromerzeugung dient.

### Einwohnerentwicklung
Die Tabelle gibt die Einwohnerentwicklung des Gemeindeteils Waßmannsmühle anhand einzelner Daten wieder.
| Jahr | Einwohner | Quelle |
| ---- | --------- | ------ |
| 1833 | 6         | [ 6 ]  |
| 2012 | 12        | [ 7 ]  |
| 2013 | 12        | [ 8 ]  |
| 2015 | 12        | [ 9 ]  |
| 2018 | 11        | [ 1 ]  |

## Architektur
Das Gebäude des ehemaligen Landgasthofs ist ein Walmdachbau aus dem späten 18. Jahrhundert. Das Erdgeschoss besteht aus massivem Stein, das Obergeschoss aus Fachwerk mit vier zu fünf Fenstern.
Zur Blütezeit der Mühle etwa von der zweiten Hälfte des 18. Jahrhunderts bis zum ersten Drittel des 19. Jahrhunderts gehörten zu der eigentlichen Mühlanlage ein Wohnhaus, ein Nebengebäude, eine Scheune, ein Backofen, ein Hofraum, mehrere Felder, ein Gewürzgarten und ein Felsenkeller. Der inzwischen aufgelassene Felsenkeller diente früher zum Aufbewahren der Papierrollen. Die ganzjährig gleichbleibenden Temperatur- und Feuchtigkeitsverhältnisse waren für die Lagerung der empfindlichen Rollen ideal.

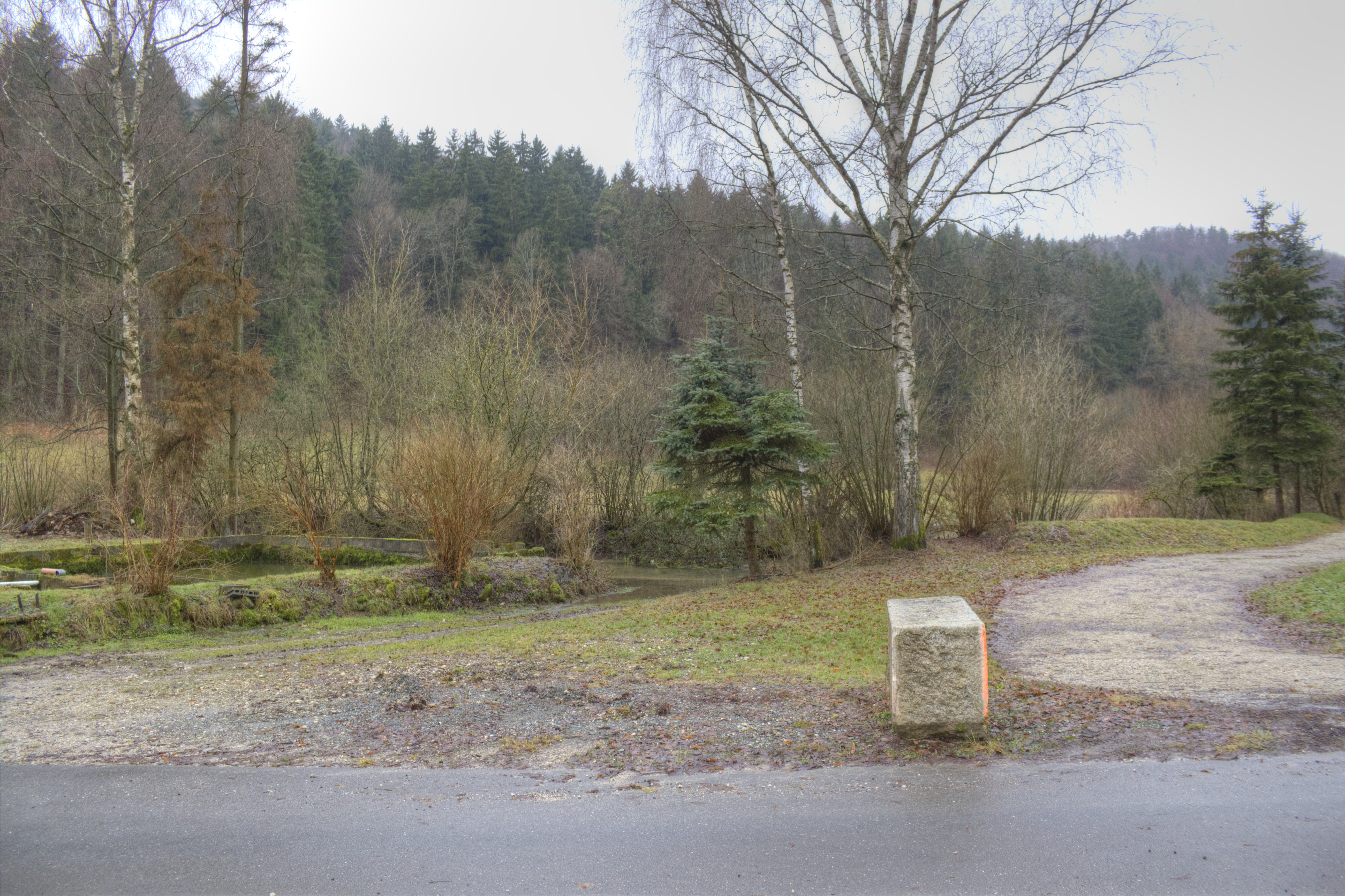
Ehemaliger Standort der eigentlichen Waßmannsmühle
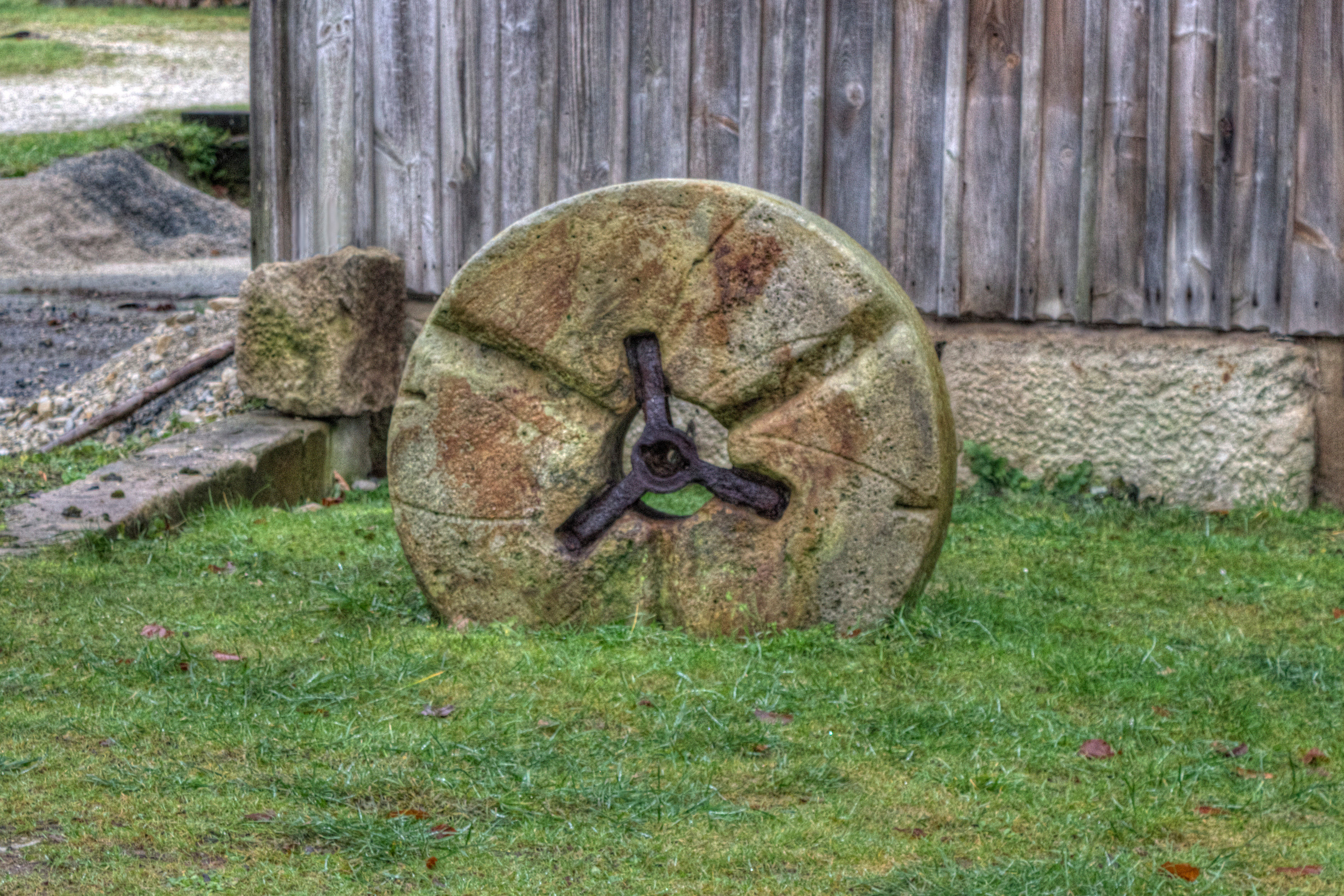
Ehemaliger Mühlstein der Waßmannsmühle
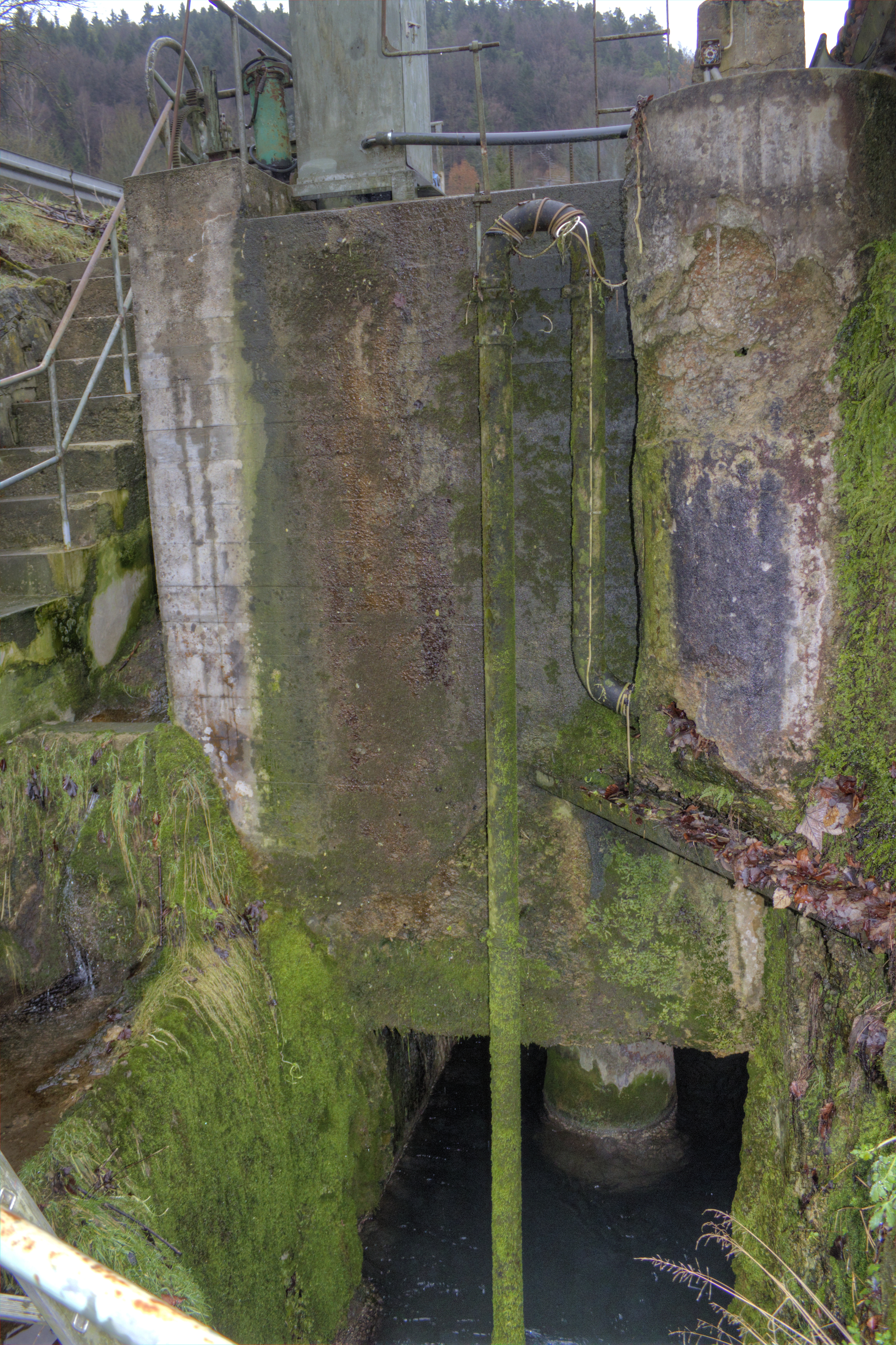
Turbinenkasten mit Durchlaufturbine hinter dem ehemaligen Landgasthof

## Sonstiges

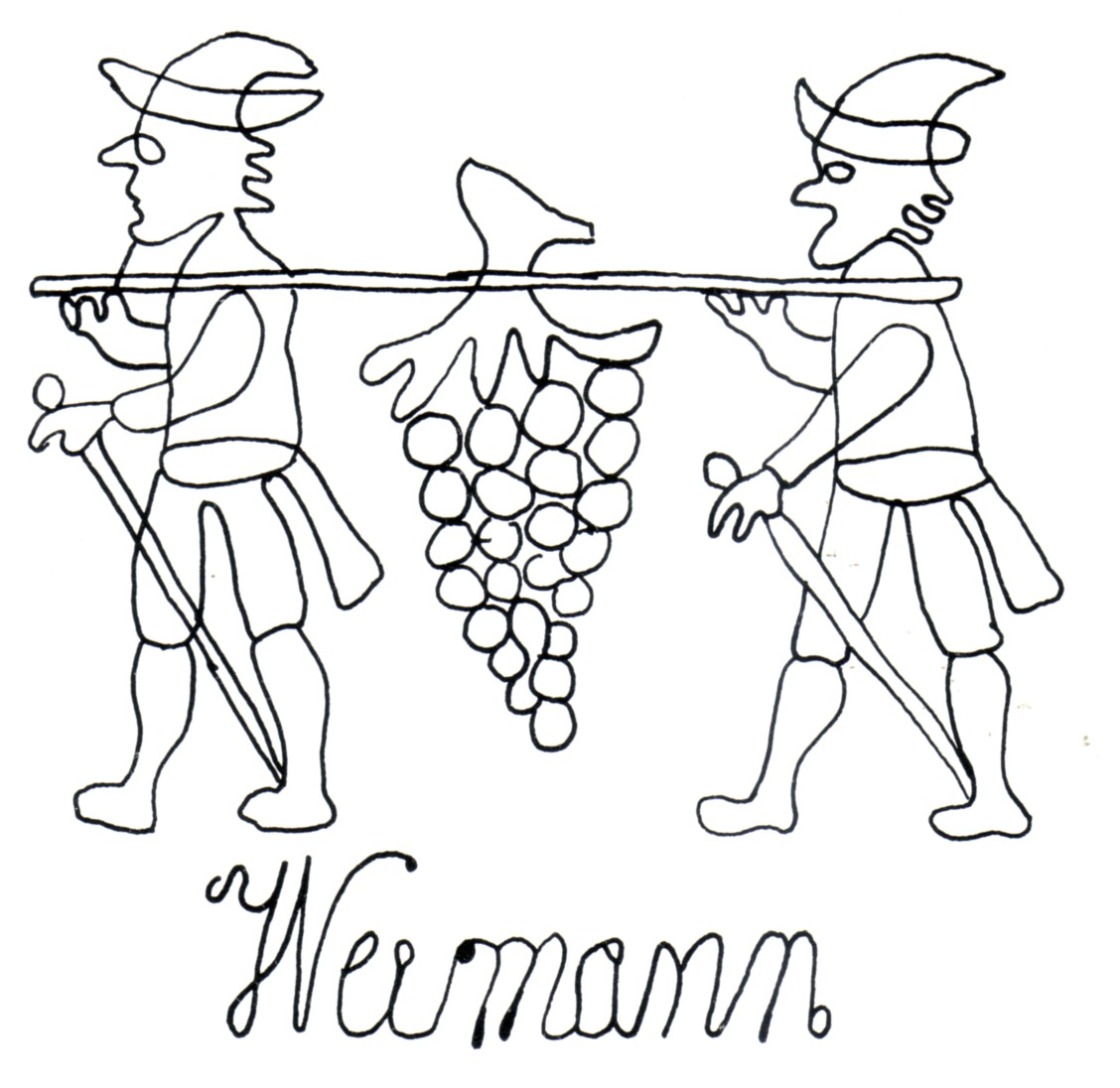
Das Wasserzeichen der Wassmansmühle in der Zeit um 1820

Ein aus dem Jahr 1820 von einem Papierbogen aus der Waßmannsmühle stammendes Wasserzeichen wird seit 1985 als Signet der heimatgeschichtlichen Zeitschrift für den Landkreis Lichtenfels Vom Main zum Jura verwendet. Es zeigt zwei biblische Kundschafter, die mit einer großen Traube aus dem Gelobten Land zurückkehren.